# Lobophyllia rowleyensis
Lobophyllia rowleyensis is een rifkoralensoort uit de familie Mussidae. De wetenschappelijke naam van de soort is, als Australomussa rowleyensis, voor het eerst geldig gepubliceerd in 1985 door Veron.